# Fjall
Pour l’article homonyme, voir Fjäll.
La Fjall est une race bovine suédoise. 

## Origine
Elle appartient au rameau nordique. C'est une race ancienne directement issue des populations élevées par les Vikings. Elle provient des montagnes centrales de Suède. À la suite de nombreux croisements, la race a failli disparaitre dans les années 1980. Depuis 1995, les éleveurs sont fédérés en association et les effectifs sont aujourd'hui faibles mais stabilisés. (autour de 1000 individus) De la semence de taureau congelée dans les années 1950 et 1960 permet de gérer la consanguinité dans cette population restreinte.

## Morphologie

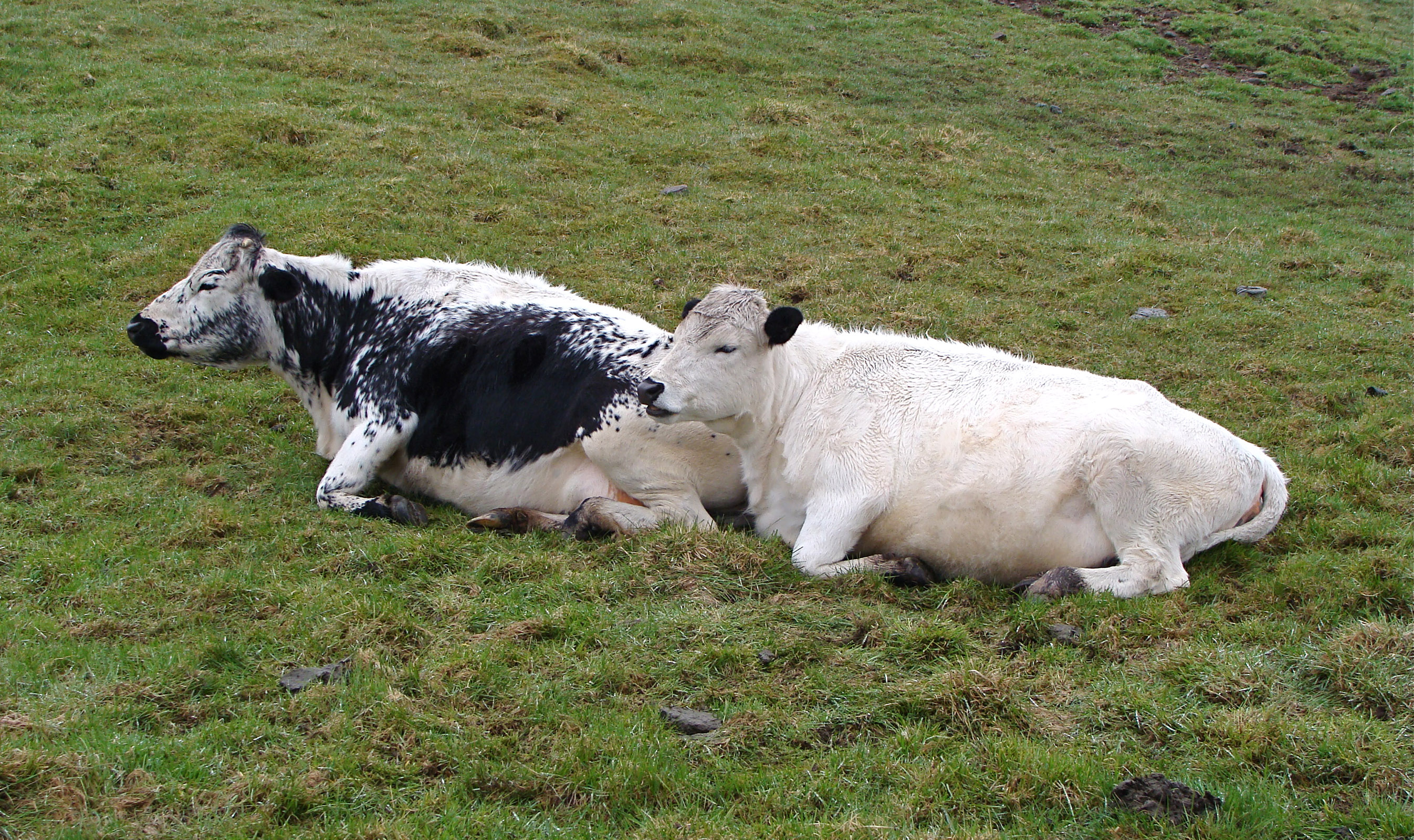

Elle porte une robe blanche tachetée de rouge et de noir. La répartition des taches se fait sur les flancs, en laissant le ventre et la ligne dorsale vierge. Ses muqueuses sont noires et elle ne porte pas de cornes. C'est une vache de taille réduite 125 cm au garrot pour 380-420 kg. Le taureau mesure 135 cm pour 600-850 kg.

## Aptitudes
C'est une race classée mixte. Elle est d'abord élevée pour ses 5500 kg de lait par lactation, mais les meilleures atteignent 11 000 kg. Son lait est riche 4.5 % de matières grasses et 3,6 % de protéines. Ce sont de bonnes valeurs pour la valorisation en beurre et fromage. Les carcasses de vaches de réforme fournissent un viande de qualité.  Elle est très bien adaptée au climat froid.